# Elbschwanenorden
Der Elbschwanenorden war eine Sprachgesellschaft der Barockzeit, die zwischen 1656 und 1660 gegründet wurde, 1667 einging und der insgesamt 46 Mitglieder angehörten.

## Geschichte
Die Vereinigung wurde um 1656/58 (in anderen Quellen auch 1660) von dem holsteinischen Dichter und Pastor Johann Rist in Wedel gegründet. Die Lage Wedels an der Unterelbe hatte den Eingang des Flussnamens in den Ordensnamen, Elbschwanenorden, zur Folge. Die Sprachgesellschaften im Allgemeinen und somit auch der Elbschwanenorden hatten das Ziel, die deutsche Sprache zu pflegen und vor fremden Einflüssen zu schützen. Der Elbschwanenorden hatte sich zudem vorgenommen, als „Pflanzgarten“ für den Palmenorden der Fruchtbringenden Gesellschaft zu dienen, dem der Gründer Johann Rist zusammen mit Johann Valentin Andreae als die beiden einzigen evangelischen Theologen angehörte. Die vorwiegend bürgerlichen Mitglieder des Ordens führten, wie in anderen Sprachgesellschaften üblich, Schäfernamen. Rist selbst stand dem Orden unter dem Namen Palatin vor. Die meisten Bräuche und Gewohnheiten der Vereinigung sind unbekannt. Eine Ausnahme besteht in der bereits in der Satzung festgeschriebenen Regelung, dass jedes Mitglied zu den Versammlungen ein blaues, seidenes Band, in dem unter anderem in der Mitte ein kleiner goldener Schwan angebracht ist, tragen solle. Rund ein Jahrzehnt nach der Gründung starb Johann Rist im Jahre 1667. Kurz danach ging auch der Elbschwanenorden ein.

## Satzung
(sinngemäß zitiert)
- Jedes Mitglied soll deutsch sein oder zumindest der deutschen Sprache mächtig sein, um in dieser Sprache zu dichten.
- Falls möglich, sollte das Mitglied bereits ein bekannter Poet sein.
- Das Mitglied soll an der Weiterentwicklung der deutschen Sprache interessiert sein und dies auch durch eigene Veröffentlichungen unterstützen.
- Jedes Mitglied ist angehalten, in schriftlicher Form dem Oberhaupt des Ordens Vorschläge zur Verbesserung des Ordens zu unterbreiten und evtl. neue Mitglieder vorzuschlagen.
- Die Verwaltung des Ordens geschieht durch das Oberhaupt des Ordens. Dieser wählt zu seiner Unterstützung einen Herold und zwei Älteste.
- Alle Mitglieder sind zu warer aufrichtiger unzertränlicher Freund- und Brüderschaft aufgerufen.
- Jedes Mitglied soll bei Versammlungen des Ordens ein blaues seidenes Band tragen, auf dem in Gold sein Ordensname gestickt und in der Mitte ein kleiner goldener Schwan angebracht ist.
- Das Oberhaupt des Ordens bekommt von jedem Mitglied dessen Emblem überreicht.
- Vor jeder Veröffentlichung eines Mitglieds ist der gesamte Orden zu informieren, damit die anderen Mitglieder noch etwaige Ehrengedichte beitragen können.
- Jedes Mitglied ist angewiesen, anderen Mitgliedern bei einer Veröffentlichung behilflich zu sein.
- Jedes Mitglied soll anderen Mitgliedern mit Hand, Mund und Fäder beistehen, falls diese der Hilfe bedürfen.
- Jedes Mitglied ist angehalten, dem Oberhaupt des Ordens jedes Jahr mindestens zwei Briefe zu schreiben.

## Bekannte Mitglieder

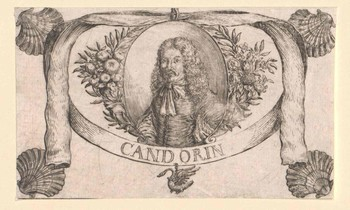
Conrad von Höveln als „Candorin“

Die Ordensnamen sind kursiv angegeben.
- Daniel Bärholz bzw. Philoclythus (1641–1688), Dichter und Ratsherr
- Franz Burmeister bzw. Sylvander (1633–1672), evangelischer Kirchenlieddichter
- Constantin Christian Dedekind bzw. ConCorD (1628–1715), Dichter und Komponist
- Georg Greflinger bzw. Celadon (um 1620–1677), Dichter und Schriftsteller
- Conrad von Höveln bzw. Candorin (1630–1689), Dichter und Schriftsteller
- Friedrich Hofmann bzw. Epigrammatocles
- Martin von Kempe bzw. Kleodor (1642–1683), Dichter, Literaturhistoriker und Übersetzer
- Balthasar Kindermann bzw. Kurandor (1636–1706), Dichter
- Matthäus Merian der Jüngere bzw. Artisander (1621–1687), deutscher Maler, Kupferstecher und Verleger
- Johannes Praetorius bzw. Prophulidor († vor 1667), Theologiestudent und Dichter aus Eibau[1]
- Johann Rist bzw. Palatin (1607–1667), Dichter und evangelisch-lutherischer Prediger
- Gottfried Wilhelm Sacer bzw. Hierophilo (1635–1699), Dichter, Satiriker, Poetiker und evangelischer Kirchenlieddichter
- Jacob Schwieger bzw. Philosophander (vermutlich 1629–1663), Lyriker und Schäferdichter
- Jacob Sturm bzw. Soliander
- Gotthilf Treuer bzw. Fidelidor (1632–1711), Dichter und Poetiker
- Michael Franck bzw. Staurophilos (1609–1667), Dichter-Musiker und Evangelischer Kirchenliederdichter

## Wiederbelebung durch den Verein Deutsche Sprache
Der Elbschwanenorden wurde als Auszeichnung wiederbelebt von der Hamburger Regionalgruppe des Vereins Deutsche Sprache (VDS). Bisherige Preisträger:
- 2005: Hamburger Wasserwerke
- 2007: Hermann Schreiber
- 2008: Altonaer Museum für Kunst- und Kulturgeschichte[3]
- 2009: Rainer Moritz (Literaturhaus Hamburg)[4]
- 2011: Stadtreinigung Hamburg[5]
- 2012: Hellmuth Karasek[6]
- 2013: Asklepios Klinik Hamburg Wandsbek
- 2014: Achim Reichel
- 2015: Arno Surminski[7]
- 2016: Hamburger Autorenvereinigung e. V.
- 2017: Peter Schmachthagen[8]
- 2018: Michael Kunze[9]
- 2019: Leseleo e. V.[10]
- 2020: Kirsten Boie (erste Frau) – sie lehnt die Annahme ab wegen rechtspopulistischer Äußerungen des VDS-Vorsitzenden Walter Krämer[11]
- 2022: Bastian Sick[12]
- 2023: Ursel Scheffler (für ihr Projekt „Büchertürme“).
- 2024: Die Fantastischen Teens[13][14]